# Capitán Prat (tỉnh)
Capitán Prat là một tỉnh của Chile. Tỉnh này nằm ở phía nam của vùng Aisén của Chile. Thủ phủ là Cochrane. Tỉnh này được đặt tên theo anh hùng hải quân Arturo Prat.  Tỉnh Capitán Prat được chia thành 3 đô thị.